# Isocladus calcareus
Isocladus calcareus är en kräftdjursart som först beskrevs av James Dwight Dana 1853.  Isocladus calcareus ingår i släktet Isocladus och familjen klotkräftor.
Artens utbredningsområde är havet kring Nya Zeeland. Inga underarter finns listade i Catalogue of Life.